# Легисамон, Хуан Мануэль
Хуан Мануэль Легисамон (исп. Juan Manuel Leguizamón; род. 6 июня 1983 в Сантьяго-дель-Эстеро) — аргентинский профессиональный регбист, выступающий за «Хагуарес» и сборную Аргентины на позициях фланкера и номера 8. Бронзовый призёр чемпионата мира 2007 года.

## Клубная карьера
Легисамон начал свою регбийную карьеру за любительский аргентинский клуб «Сан-Исидро». В 2005 году «Британские и ирландские львы» совершали турне по Новой Зеландии, но первый подготовительный матч провели в Кардиффе против сборной Аргентины, куда уже некоторое время вызывался Хуан Мануэль. Выступление спортсмена в том матче, закончившемся ничьей 25:25, настолько впечатлили руководство «Лондон Айриш», что игрок был сразу же приглашён в команду. В своём дебютном сезоне в Англии Легисамон стал игроком основного состава, заслужив похвалы журналистов и болельщиков.
Не менее важным для команды он был и в сезоне 2006/07, хотя вошёл в историю «Нот-нотс» по совсем другой причине. В матче Премьер-лиги против «Уоспс» Хуан Мануэль занёс «попытку, которой не было». Прорвавшись через защиту соперника, он добежал до зачётной зоны, но уже находясь в прыжке над линией выронил мяч из рук и занос не засчитали. В 2008 году Легисамон был подписан «Стад Франсе», где присоединился сразу к нескольким партнёрам по национальной сборной: Родриго Ронсеро, Марио Ледесме и Хуану Мартину Эрнандесу. В Париже регбист зарекомендовал себя как очень выносливый и полезный игрок, однако доверие к нему было подорвано в начале сезона 2010/11. В матче против «Тулузы», одного из принципиальных соперников клуба, он во время захвата ударил соперника в область глаз и получил жёлтую карточку. После матча дисциплинарный комитет лиги отстранил спортсмена на 80 дней, а «Стаде Франсе» остался без своего последнего основного игрока третьей линии — остальные по разным причинам тоже не могли принимать участие в матчах.
Перед началом сезона 2011/12 Легисамон подписал контракт с «Лионом», к которому присоединился после окончания чемпионата мира. В том же сезоне команда покинула высший дивизион и последующие два сезона Хуан Мануэль вместе с командой боролся за выход возвращение в Топ 14. Первая попытка была неудачной, но в сезоне 2013/14 «Волки» удерживали первую строчку в Про Д2 на протяжении 29 туров из 30 и заработали повышение. Надолго в элите «Лион» не задержался и уже в следующем году вылетел, однако уже через несколько месяцев Легисамон подписал контракт с новой аргентинской франшизой Супер Регби, к которой и присоединился в сезоне 2016 года.

## Сборная Аргентины
Хуан Мануэль Легисамон дебютировал за сборную Аргентины в 2005 году в матче против сборной Японии, в котором занёс также свою первую попытку. В последующие два года он чередовал матчи в основном составе против менее сильных сборных с выходами на замену лишь на несколько минут во встречах с сильнейшими командами мира. Регбист сумел заявить о себе на групповом этапе чемпионата мира 2007, где показал свою высочайшую работоспособность и нацеленность на результат, а в матче против Намибии он сумел сделать дубль. Тем не менее в матчах на выбывание Легисамону пришлось довольствоваться лишь выходами на замену, а в игре за третье место со сборной Франции он заработал жёлтую за высокий захват на Себастьене Шабале, что, впрочем, не помешало «Пумам» выиграть и впервые в истории стать третьими на мировых первенствах.
К следующему чемпионату мира регбист подошёл уже безусловным игроком основного состава и к тому моменту практически всегда выступал в сборной на позиции фланкера. На турнире он провёл на поле все пять матчей, во встрече с румынами занёс свою очередную попытку, а в матче с Грузией был признан игроком матча. С 2012 года сборная Аргентины начала участвовать в Чемпионате регби, ежегодном турнире лучших сборных Южного полушария. В сезоне 2013 Легисамон стал лучшим бомбардиром «Пум» на турнире, занеся три попытки. В 2015 году регбист был вызван в сборную на третий для себя чемпионат мира. Там спортсмен своих бомбардирских качеств показать не сумел, и, хотя выходил на поле во всех матчах команды, провёл куда меньше игрового времени, уступая более молодому Пабло Матере.